# Drouges
Drouges é uma comuna francesa na região administrativa da Bretanha, no departamento Ille-et-Vilaine. Estende-se por uma área de 11,68 km². Em 2010 a comuna tinha 524 habitantes (densidade: 44,9 hab./km²).